# Antonio Muolo
Antonio Muolo (Monopoli, 8 febbraio 1950 – Fiumicino, 29 giugno 1971) è stato un militare italiano, insignito di Medaglia d'oro al valor civile (alla memoria).